# Lydia Saint Martin
Pour les articles homonymes, voir Saint-Martin.
Lydia Saint Martin, née le 10 juin 1971 à Lille, est une ancienne actrice pornographique et réalisatrice française.

## Biographie
Après des études en commerce international, Lydia St Martin a démarré le X professionnel en 2004. Elle a enchaîné les grosses productions européennes après avoir participé à la Pornstar Académie à Montréal. Elle a également témoigné dans Marie Claire pour Ma fille est une hardeuse, a réalisé 2 films et est passé à la Méthode Cauet. En 2009, elle a arrêté définitivement sa carrière.

## Récompenses
- Festival international de l'érotisme de Bruxelles
  - 2008 : 2 awards "Meilleur Réalisateur de Gonzo"
  - 2007 : Best Supporting Actress
  - 2006 : Best Supporting Actress (avec Bamboo)
  - 2005 : Best Supporting Actress

## Filmographie
- 2004 : L'auto-école x de Patrice Cabanel
- 2005 : Euro Domination 5  de Christophe Clark
- 2005 : Comme des chiennes de Fabien Lafait
- 2006 Q thé Série Yannick Perrin Hot vidéo
- 2006 : Le Pouvoir du Sexe de Yannick Perrin
- 2006 : Jeux interdits de Fred Coppula
- 2006 : Whore of France de Mick Blue
- 2006 : Hot airlines  de Christian Lavil
- 2006 : Comme t'y es bonne !  de Fabien Lafait
- 2006 : Private woRld cup G Romagnoli
- 2006 : Salieri Airlines de Mario Salieri
- 2006 : Le point G et l'éjaculation féminine de Deborah Sundahl
- 2007 : Nudité injustifiée (court métrage) de Xavier Bonastre
- 2007 : Witch bitch d'Antonio Adamo
- Roma d'Antonio Adamo
- 2007 : Casanova Private d'Antonio Adamo
- 2007 : Da Vinci  Private d'Antonio Adamo
- 2007 : Max3 de Fred Coppula
- 2007 : Megasexus d'Alain Payet
- 2007 : Le Camping des foutriquets de Yannick Perrin
- 2007 : The governess Harmony
- 2007 : Immorales de Christian Lavil
- 2007 : Katsuni Traitement de Choc de Giancarlo Bini
- 2008 : Brigade de Vice & La Brigade du vice 2 de Lydia Saint Martin (Colmax)
- 2008 : French Connexion d'Hervé Bodilis
- 2008 : Yasmine à la prison de femmes d'Alain Payet
- 2008 : Section disciplinaire d'Alain Payet
- 2008 : no problem for sex de Phil Hollyday
- 2009 : les secrets du sexe 3
- 2009 : Big Bang Theory de Greg Centauro
- 2010 : Milf antology de Marc Dorcel